# Mosquée de Dolmabahçe
La Mosquée de Dolmabahçe est une mosquée située dans le district stambouliote de Beşiktaş, en Turquie.

## Histoire
La construction de la mosquée fut à l'origine ordonnée par la sultane validé Bezmiâlem Sultan, femme du sultan Mahmoud II.
Après sa mort, son fils, le sultan Abdülmecid Ier, a continué à financer le projet. Elle a finalement été érigée de 1853 à 1855 et fut ainsi ouverte à la prière.
Elle appartient au style Empire de l'architecture ottomane.

## Galerie

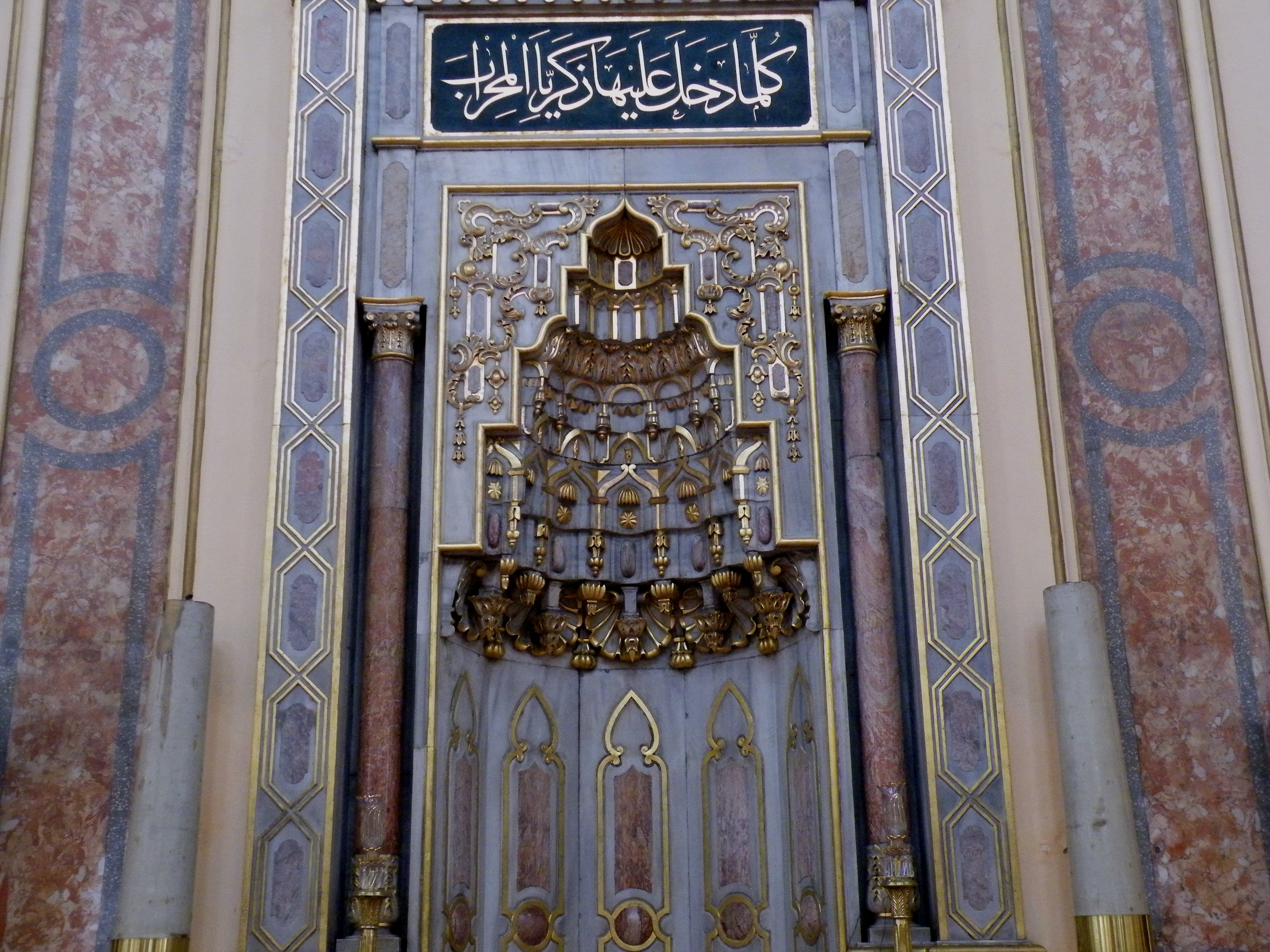
Mirhab.
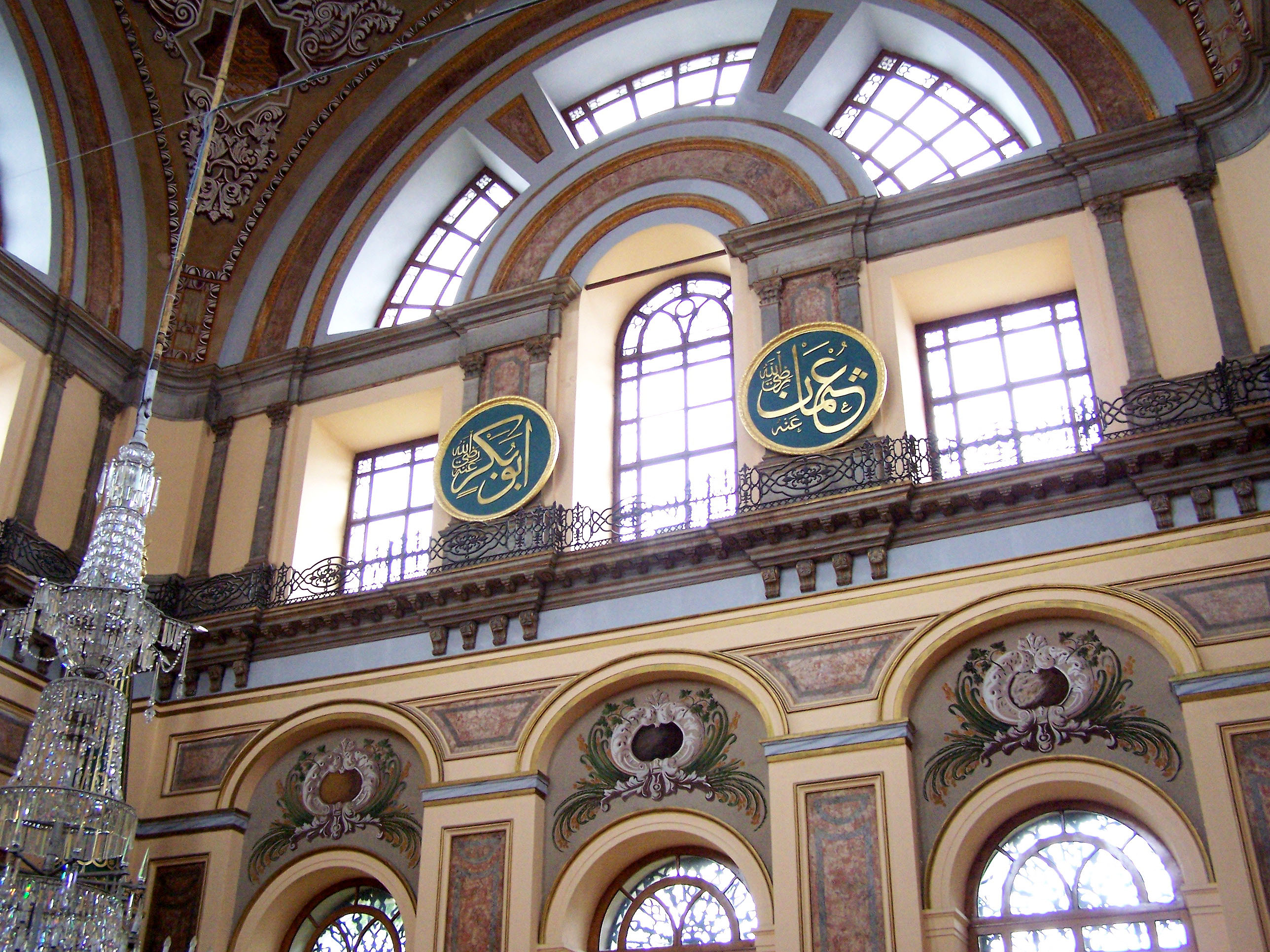
Intérieur.
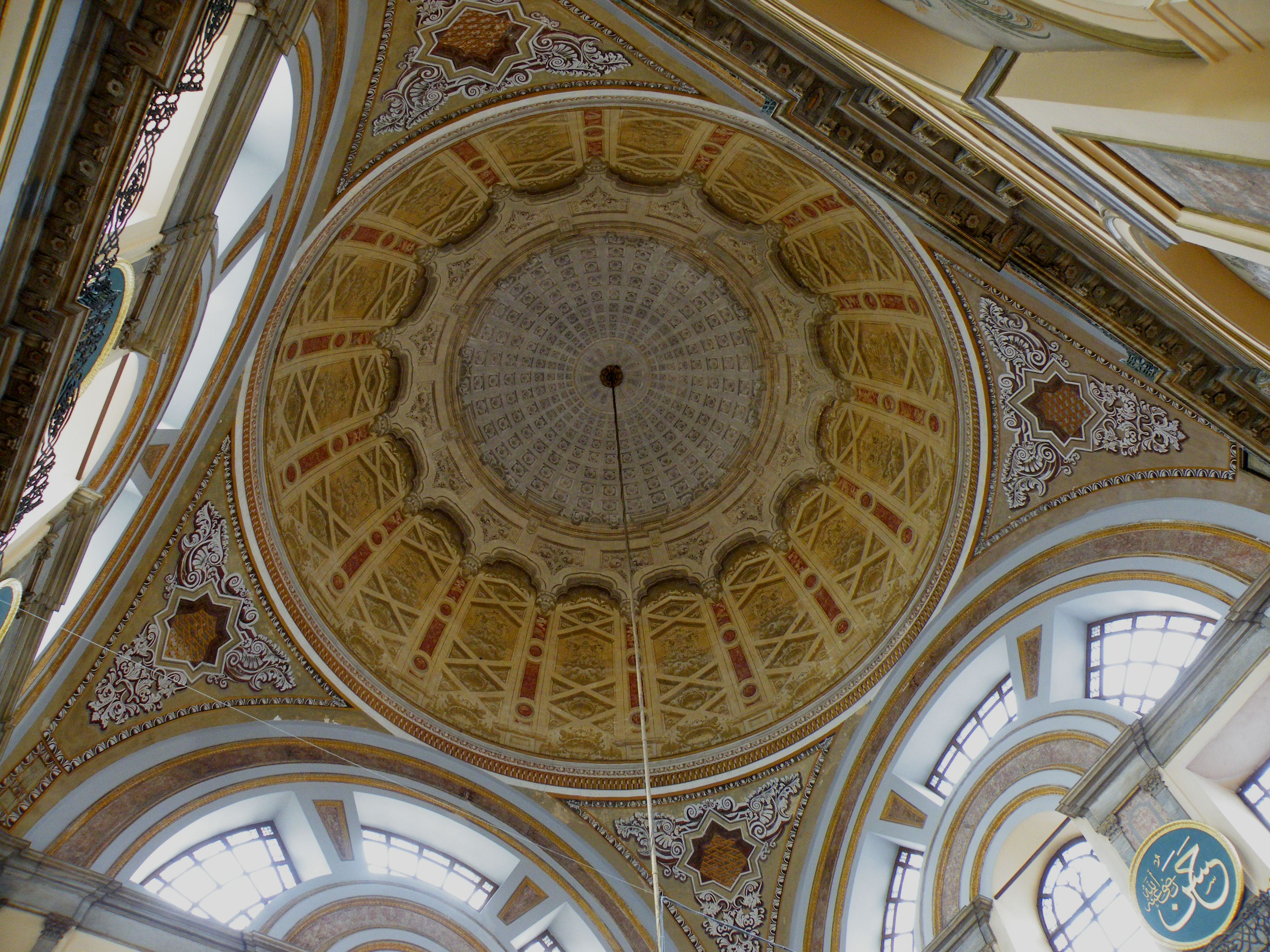
Dôme.